# Dansa på 3
Dansa på 3 är ett studioalbum från 1976 av det svenska dansbandet Säwes. Inspelningen gjordes i KMH studio i Stockholm, för skivbolaget Club Mariann AB.

## Låtlista

### Sida A
1. Låt Din Kärlek Flöda Som En Ström (Let Your Love Flow)
2. Vårt Kärleks Vin (A Little Bit More)
3. Natasja
4. Den Kyssen Som Hon Gav Mej
5. Drömmar Och Fantasier
6. Stanna Kvar Hos Mej
7. När Flickorna Ler

### Sida B
1. Hålla Handen (Hello Happiness)
2. Pretty Flamingo
3. Sunshine Baby
4. The Great Snowman
5. Det Du Lovade Mej
6. Next Door To An Angel
7. Good By Mary Ann